# Hara Takashi

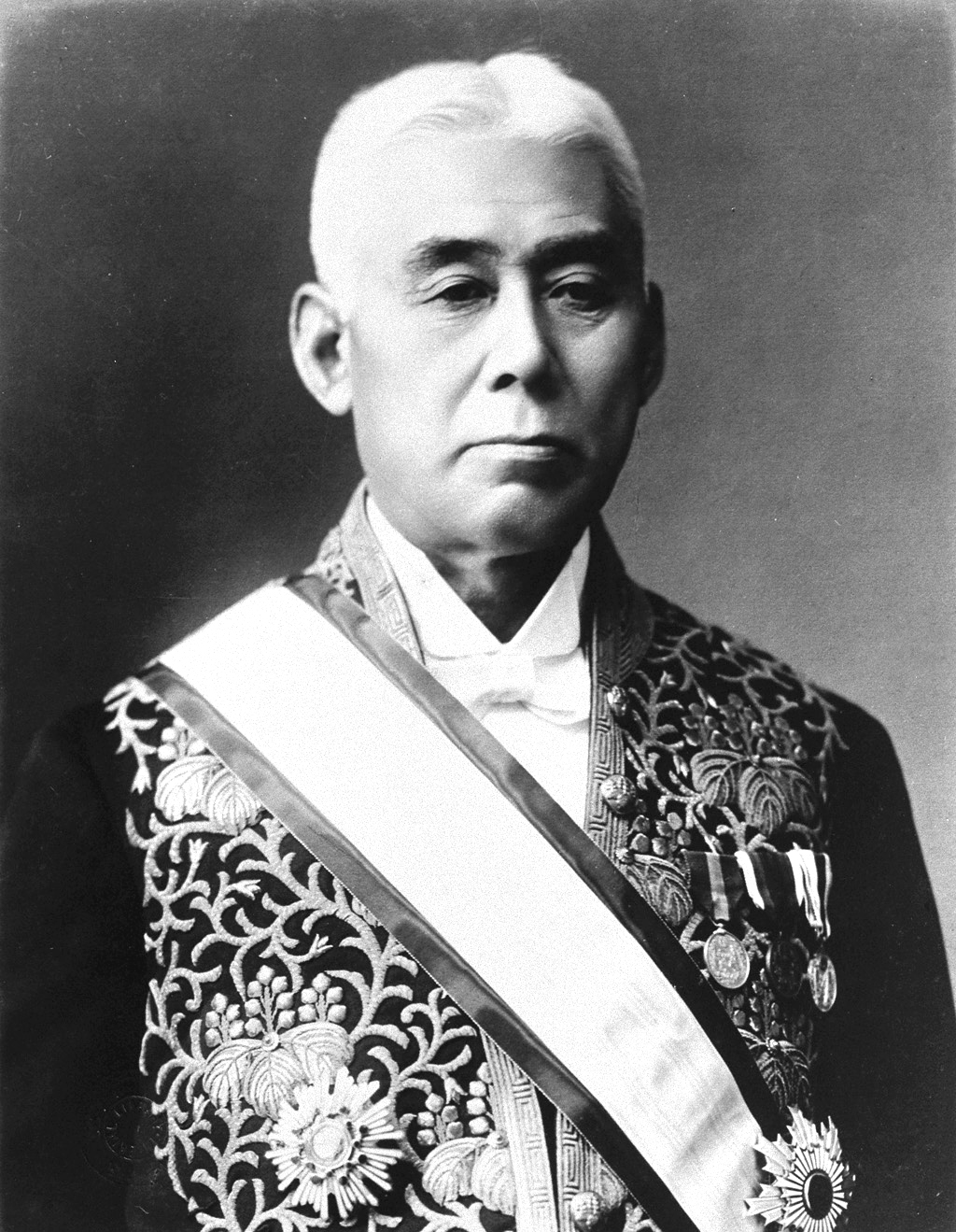
Takashi Hara

In deze Japanse naam is Hara de geslachtsnaam
Hara Takashi (Japans: 原敬) (Morioka, 9 februari 1856 – Tokio, 4 november 1921), ook bekend als Hara Kei of Hara Satoshi, was een Japanse bureaucraat, journalist en politicus. Hij was de 19de premier van Japan en regeerde van 29 september 1918 tot 4 november 1921. Hij was de eerste premier die niet van adel was en werd daarom “burgerpremier” of heimin saishō (平民宰相) genoemd. Daarbij was hij ook de eerste die een echt partijkabinet heeft gevormd. Op 4 november 1921 werd hij vermoord door een ultrarechtse fanaticus in het treinstation van Tōkyō.

## Vroegere leven
Hara werd geboren te Morioka (nu deel van de prefectuur Iwate (岩手県)), als tweede zoon van Hara Naoji en behoorde tot de Nanbu-clan. Hara Takashi stond bekend als iemand die tot de burgerklasse hoorde, maar eigenlijk was hij geboren in een familie die behoorde tot de hoge samoeraiklasse, de shizoku. Toen hij negentien jaar was, koos hij voor de heiminklasse en werd een gewone burger.
Hara ging eerst naar de domeinschool in Morioka, maar toen hij vijftien of zestien jaar was, verliet hij zijn familie om in Tōkyō te gaan studeren. Hara was jong toen zijn vader stierf.

## Studies
Hara had het ingangsexamen van de Keizerlijke Japanse Marineschool afgelegd, maar was gezakt. Uiteindelijk werd hij toegelaten tot een Franse theologische school, die gesticht was door een rooms-katholieke Franse missionaris. Hier heeft hij vloeiend Frans leren spreken. In 1873 bekeerde Hara zich tot het christendom en werd gedoopt onder de naam “David”. Hara bleef nog vijf jaar op die school.
In 1876 werd hij toegelaten tot de Ministeriële School der Rechten. Twee jaar later raakte Hara met enkele vrienden betrokken bij een probleem met de directie en daardoor van school afgestuurd. Hij heeft dus niet kunnen afstuderen. Of hij verder nog papieren of diploma's heeft, is onduidelijk.

## Loopbaan

### “Noorderlingen”
Vanwege zijn afkomst heeft Hara het zeer moeilijk gehad tijdens zijn studies en zijn politieke carrière. De leiders van het domein Morioka hadden het bakufu gesteund tijdens de Boshin-oorlog en zoals de meeste provincies in het noorden van Japan stonden zij aan de kant van het bakufu en waren dus tegen het nieuwe regime. Ze werden gebrandmerkt als vijanden van de keizer door de politici van Satsuma en Chōshu. De belangrijkste politieke posities waren dan ook gereserveerd voor de aristocraten van Satsuma en Chōshu. De jonge getalenteerden van de andere domeinen werden meestal genegeerd. Vandaar dat het zeer moeilijk was voor Hara om een politieke carrière te maken.
Hara wilde de dominantie van het Sat-Chō-clubje verbreken. Dit kon hij niet in het openbaar uiten en probeerde het dus te realiseren op een subtielere manier. Er waren wel politieke bewegingen die dat openlijk wilden doen, maar Hara was daar tegen. Mutsu Munemitsu was een belangrijke politicus uit het Kishu-domein en was ook niet tevreden met het gedrag van de Sat-Chō-leiders. Het Kishu-domein was passief tijdens de Boshin-oorlog en daarom werden de mensen uit dit domein niet goed behandeld.

### Carrière als journalist
In 1878 had hij werk gevonden bij het dagblad Yūbin Hōchi (郵便報知新聞). Dit had hij te danken aan Abe Hiroshi, een voormalig klasgenoot. Na de politieke crisis van 1881 werd Ōkuma Shigenobu (大隈 重信) de nieuwe eigenaar van het dagblad. Hij benoemde Yano Fumio als redacteur. Later kwamen Inukai Tsuyoshi en Ozaki Yukio erbij. Hara zag zijn nieuwe collega’s als getalenteerde rivalen. Yano Fumio en Inukai Tsuyoshi wilden de krant omvormen tot het orgaan van de Rikken Kaishintō de nieuwe partij van Ōkuma Shigenobu. Hara werkte daar drie jaar als verslaggever.
Hij diende zijn ontslag in na een onenigheid met zijn collega’s en verhuisde naar Ōsaka (大阪) om te werken als hoofdredacteur van het nieuwsblad Taitō Nippō(泰東日報). Dit nieuwsblad was recent gesticht door de belangrijke leiders van Chōshū, Inoue Kaoru, Yamada Akiyoshi en Itō Hirobumi. Het was bedoeld als het orgaan van de nieuwe partij Rikken Teiseitō. en had een gematigde beleidslijn. Hara had zes maanden gewerkt bij deze krant en in deze periode bouwde hij een vriendschap op met Inoue Kaoru, een belangrijk lid van het Sat-Chō-clubje.

### Carrière als bureaucraat
Nakai Hiroshi (中井洽) en Inoue Kaoru (井上馨) hadden Hara een betrekking aangeboden in het ministerie van Buitenlandse Zaken. Hara aanvaardde deze baan en werd secretaris. Een jaar later in 1883 trouwde Hara met de dochter van Nakai Hiroshi. Het huwelijk was gearrangeerd door Inoue Kaoru. Er ontstond een 'patron-protegé'-relatie tussen Inoue en Hara. Hara wist hierdoor geleidelijk aan promotie te maken dankzij de steun van Inoue. Hij heeft kort gediend als de Japanse consul in Tiānjīn(天津) en is de secretaris geweest van de Japanse legatie in Parijs.
In 1888 werd hij raadslid van het ministerie van Landbouw en Handel. Hara wilde van werk veranderen, omdat Inoue minister van Landbouw en Handel werd. Twee jaar later werd echter Mutsu Munemitsu (陸奥宗光) de nieuwe minister en bleef Hara raadslid en werd de persoonlijke secretaris van Mutsu. Nu had hij een nieuwe “patron-protégé”-relatie, deze keer met Mutsu. Ze hebben jarenlang samengewerkt tot 1897, toen Mutsu zijn ambt neerlegde omwille van zijn gezondheidsproblemen.
Hara verwisselde uiteindelijk toch van baan en werd de hoofdredacteur van de Ōsaka Mainichi Shimbun (毎日新聞). Mutsu Munemitsu overleed een week later. Hara had veel dingen geschreven over Mutsu in zijn dagboek. Ze hadden een nauwe band.

### Politieke carrière
In 1900 keerde hij terug naar de politiek en werd lid van de pas opgerichte partij Rikken Seiyūkai (立憲政友会) ('Vrienden van de Constitutionele Regering') op verzoek van Itō en Inoue. In datzelfde jaar werd hij minister van Communicatie in het vierde Itō-kabinet. In 1903 werd Saionji Kinmochi (西園寺公望) de nieuwe voorzitter van de Seiyūkai, maar omdat hij al oud was en niet in staat om de partij goed te kunnen besturen, liet hij het bestuur over aan Hara en Matsuda Masahisa.
Hara werd twee keer minister van Binnenlandse Zaken; in het eerste en het tweede Saionji-kabinet. In 1913 werd hij opnieuw minister van Binnenlandse Zaken, maar deze keer in het kabinet van Yamamoto Gonnohyōe/Gonbee. Hara werd de partijvoorzitter van de Seiyūkai in 1914 na de dood van Matsuda Masahisa.

### Premier
In 1918 werd Hara de negentiende premier van Japan en was tegelijkertijd volksvertegenwoordiger en partijvoorzitter. Hij was 63 jaar oud toen hij zijn kabinet vormde. De meeste ministers waren leden van de Seiyūkai. Enkele ministers: minister van Financiën: Takahashi Korekiyo, minister van Buitenlands Zaken: Kosai Uchida. Yamagata Aritomo was nu ouder dan 80 jaar, maar had nog altijd veel politieke macht als genrō (元老). Hara had zijn ambt te danken aan Yamagata.
Hara was tegen het algemeen stemrecht, want hij was ervan overtuigd dat dit geleidelijk aan moest gebeuren. Hij was bang dat het land en het politieke systeem veel zou lijden onder zo’n zware constitutionele wijziging.

## Privéleven
Hara was een pragmatisch realist. Hij hield zich nooit bezig met het verleden of de toekomst, maar concentreerde zich op de huidige problemen. Hij was niet goed in speeches en had geluk dat het toen nog niet zo belangrijk was in de dagelijkse politiek.
Hara had een dagboek bijgehouden sinds de jaren 1870. Het bestaat uit duizenden bladzijden. Volgens Hara was dat zijn belangrijkste bezit. Hara was de eerste Japanse politicus die een persoonlijk dagboek had gepubliceerd. Dat dagboek is zeer waardevol voor de geschiedschrijvers en is een belangrijke bron voor de toenmalige politiek.
Hara leidde een zeer eenvoudig, sober leven. Hij leefde in een oud, smal huis in de omgeving van Shiba Park (芝公園), Tōkyō. Dit bewijst dat hij geen groot belang hechtte aan geld. Integendeel, hij was zeer gul tegenover de leden van de Seiyūkai, vooral tijdens de verkiezingscampagnes.
Hara was heel zijn leven lang christen, in het openbaar in elk geval. Het wordt nog altijd bediscussieerd of hij echt christen was, want er zijn mensen die beweren dat hij uit persoonlijk belang christen werd. En hoewel hij zelf christen was, was hij tegelijkertijd zeer bezorgd over de verspreiding van het christendom in Japan. Het confucianisme en het boeddhisme waren een deel van de Japanse maatschappij, maar het christendom werd gepropageerd door de westerse missionarissen.
Hij was zeer gehecht aan zijn geboortestad en ging regelmatig op bezoek in zijn provincie. Hij sprak met de mensen, bezocht de basisschool etc. Hij ging niet enkel naar zijn eigen provincie, maar ook naar de andere prefecturen om met de mensen te spreken of om vergaderingen en bijeenkomsten van zijn partij bij te wonen. Hij was dus een echte “burgerpremier”.

## Moord op Hara
Hara werd op 4 november 1921 vermoord in het treinstation van Tōkyō. Hij was van plan om een vergadering van de Rikken Seiyūkai bij te wonen in Centraal-Japan. Hij werd neergestoken door een jongeman toen hij een treinticket aan het kopen was. Volgens sommige bronnen gaat het over iemand van de spoorwegmaatschappij en volgens anderen over een militaire functionaris. Het was in ieder geval iemand die ontevreden was met het politieke optreden van Hara's kabinet. Hij was woest wegens de afslachting van de Japanners in Nikolajevsk door de bolsjewieken in 1920, de teruggave van Qingdao (青島, Tsingtao) aan China en de terugtrekking van de Japanse soldaten uit Siberië. De schandalen van de toenmalige corrupte politici hadden ook een grote publieke opschudding veroorzaakt. Hara was 65 jaar oud toen hij stierf.

## Chronologisch overzicht
- 1856: Geboorte van Hara Takashi
- 1871: Gaat naar Tōkyō om daar te studeren
- 1873: Schrijft zich in in de Franse school: “Marin Séminaire”
- 1874: Wordt gedoopt onder de naam “David”
- 1876: Toegelaten tot de Ministeriële School der Rechten
- 1878: Begint te werken als journalist bij het nieuwsblad Yūbin Hōchi Shimbun (郵便報知新聞)
- 1881: Hij gaat werken bij een ander nieuwsblad: Taitō Nippō (泰東日報)
- 1882: Wordt tot secretaris benoemd aan het ministerie van Buitenlandse Zaken
- 1883: Hara trouwt, het huwelijk wordt gearrangeerd door Inoue Kaoru (井上 馨)
- 1892: Wordt bureauhoofd in het Ministerie van Buitenlandse Zaken, in het tweede Itō-kabinet
- 1897: Wordt redacteur van de Ōsaka Mainichi Shimbun (大阪毎日新聞)
- 1900: Wordt minister van Communicatie, in het vierde Itō-kabinet
- 1906: Wordt Minister van Binnenlandse Zaken in het eerste Saionji-kabinet
- 1908: Gaat op reis naar Europa en Amerika, dit duurt zes maanden
- 1911: Wordt weer Minister van Binnenlandse Zaken in het tweede Saionji-kabinet
- 1913: Wordt Minister van Binnenlandse Zaken in het kabinet van Yamamoto Gonnohyōe/Gonbee (山本権兵衛)
- 1914: Wordt partijvoorzitter van de Rikken Seiyūkai
- 1918: Vormt zijn eigen kabinet
- 1921: Takashi wordt vermoord in het station van Tōkyō

- Bibliothèque nationale de France: cb16726597n (data)
- CiNii: DA00286071
- Gemeinsame Normdatei: 119096617
- International Standard Name Identifier: 0000 0000 8239 6379
- Library of Congress Control Number: n81092090
- Bibliotheek van het Japanse parlement: 00007319
- Nationale Bibliotheek van Israël: 987007299085505171
- Nederlandse Thesaurus van Auteursnamen: 073732559
- Système universitaire de documentation: 073705128
- Virtual International Authority File: 57417469
- WorldCat: E39PBJwtpfQ99KGMyt6TvTqqQq

Ito Hirobumi · Kuroda Kiyotaka · Sanetomi Sanjo · Yamagata Aritomo · Matsukata Masayoshi · Ito Hirobumi · Kuroda Kiyotaka · Matsukata Masayoshi · Ito Hirobumi · Okuma Shigenobu · Yamagata Aritomo · Ito Hirobumi · Saionji Kinmochi · Katsura Tarō · Saionji Kinmochi · Katsura Tarō · Saionji Kinmochi · Katsura Tarō · Yamamoto Gonnohyōe · Ōkuma Shigenobu · Terauchi Masatake · Hara Takashi · Uchida Kosai · Takahashi Korekiyo · Katō Tomosaburō · Uchida Kosai · Yamamoto Gonnohyōe · Kiyoura Keigo · Katō Takaaki · Wakatsuki Reijirō · Tanaka Giichi · Osachi Hamaguchi · Kijūrō Shidehara · Osachi Hamaguchi · Wakatsuki Reijirō · Inukai Tsuyoshi · Takahashi Korekiyo · Saitō Makoto · Keisuke Okada · Fumio Gotō · Keisuke Okada · Kōki Hirota · Senjūrō Hayashi · Fumimaro Konoe ·
Hiranuma Kiichirō · Nobuyuki Abe · Mitsumasa Yonai · Fumimaro Konoe · Hideki Tojo · Kuniaki Koiso · Kantarō Suzuki · Prins Higashikuni Naruhiko · Kijūrō Shidehara · Shigeru Yoshida · Tetsu Katayama · Hitoshi Ashida · Shigeru Yoshida · Ichirō Hatoyama · Tanzan Ishibashi · Nobusuke Kishi · Tanzan Ishibashi · Nobusuke Kishi · Hayato Ikeda · Eisaku Satō · Kakuei Tanaka · Takeo Miki · Takeo Fukuda · Masayoshi Ōhira · Masayoshi Ito · Zenko Suzuki · Yasuhiro Nakasone · Noboru Takeshita · Sōsuke Uno · Toshiki Kaifu · Kiichi Miyazawa · Morihiro Hosokawa · Tsutomu Hata · Tomiichi Murayama · Ryutaro Hashimoto · Keizo Obuchi · Mikio Aoki · Keizo Obuchi · Yoshiro Mori · Junichiro Koizumi · Shinzo Abe · Yasuo Fukuda · Taro Aso · Yukio Hatoyama · Naoto Kan · Yoshihiko Noda · Shinzo Abe · Yoshihide Suga · Fumio Kishida ·  Shigeru Ishiba